# Râul Tohănița
Râul Tohănița este un afluent al râului Turcu. 

## Hărți
- Harta județului Brașov